# 遠藤エミ
遠藤 エミ（えんどう エミ、1988年2月19日 - ）は、滋賀県蒲生郡日野町出身のボートレーサー。登録第4502号。102期。滋賀支部所属。
姉に元ボートレーサーの遠藤ゆみ（引退）。同期に前田将太、上野真之介、山田康二、河合佑樹、高野哲史、樋口由加里らがいる。キャッチフレーズは湖国のレイクレーサー。そして、女性選手唯一のSG覇者である。
2022年3月21日、ボートレース大村で開催された SG「第57回ボートレースクラシック」において女性選手として史上初のSG優勝を果たした（後述詳細）。

## 来歴
- 滋賀県立八幡商業高等学校卒業。高校時代はソフトボール部に所属。
- 競艇選手を目指していた姉に勧められ受験。やまと競艇学校には2回目で合格。
- リーグ戦勝率3.92（準優出1。優出はなし）の成績を残した。
- 2008年3月20日、第103期として選手登録。
- 2008年5月6日から琵琶湖競艇場で開催された 一般戦「第30回さざなみ賞」初日第1Rでデビュー（6着）。
- 2008年9月20日から琵琶湖競艇場で開催された 一般戦「日刊ゲンダイカップ」5日目（最終日）第1Rで5号艇6コースから抜きで勝利[3]し、初勝利。（41走目）
- 2009年12月12日から丸亀競艇場で開催された 一般戦「艇友ニュースアダムスキーカップ争奪 男女W優勝戦」6日目（最終日）第12R[4]で初優出。（6着）[5]。
- 2012年11月22日から鳴門競艇場で開催された 一般戦「男女W優勝戦 第15回日本財団会長賞」4日目（最終日）第12Rで3号艇3コースからまくりを決めて勝利[6]し、初優勝（優出11回目）。
- 2012年12月11日、大村競艇場で開催された 一般戦「賞金女王シリーズ戦（当時のシリーズ戦は当時のオール女子戦と同格の一般戦）」に初出場。
- 2013年8月6日からボートレース鳴門で開催された G1「第27回女子王座決定戦」でG1初出場。3日目第3R4号艇4コースからまくり差しを決めて勝利[7]し、G1初勝利[8]。
- 2015年8月25日からボートレース蒲郡で開催された SG「第61回ボートレースメモリアル」にてSG初出場。2日目第3Rで1号艇1コースから抜きで勝利[9]し、SG初勝利[10]。
- 2017年8月2日からボートレース津で開催された G1「第30回レディースチャンピオン」6日目（最終日）第12Rに出場[11]し、G1初優出。（4着）
- 2017年8月11日からボートレースびわこで開催された G3「オールレディース ビーナスちゃんカップ」4日目第9R2号艇2コースから差しを決めて勝利[12]し、通算500勝達成。
- 2017年12月26日からボートレース大村で開催された G1「第6回クイーンズクライマックス」6日目（最終日）第12R優勝戦で1号艇1コースから逃げを決めて勝利し、G1初優勝を果たす。また、賞金女王決定戦史上初の完全優勝[注 1]も果たした。
- 2017年は5390万4500円を獲得し賞金女王となった。[注 2]
- 2018年3月6日からボートレースびわこで開催された G2「第2回レディースオールスター」5日目第12R準優勝戦において平高奈菜・大山千広と共にフライングを喫し[13]、5月28日〜6月26日までフライング休みとなり、本来であれば出場当確だったボートレース徳山で6月19日から開催のSG「第28回グランドチャンピオン」と桐生競艇場ボートレース桐生で7月31日から開催のG1「第32回レディースチャンピオン」の出場権も失った。
- 2021年8月4日からボートレース浜名湖で開催された G1「第35回レディースチャンピオン」6日目（最終日）第12R優勝戦において1号艇1コースから逃げ切り勝利[14]し、念願の女子王座を獲得（G1タイトルは2勝目）。
- 2021年は6439万8000円を獲得し賞金女王となった[15][注 3]。
- 2022年3月16日からボートレース大村で史上初のナイター開催となった SG「第57回ボートレースクラシック」に、上述の第35回レディースチャンピオンの優勝により出場権を得て出場し、道中をオール3連対、女性選手として史上初となる得点トップで予選を通過すると、5日目第11R準優勝戦も1号艇1コースから危なげなく逃げ切り勝利[16]し、SG初優出を果たす。女性レーサーとしてはSG「第38回笹川賞」で横西奏恵が優出して以来、11年ぶりのSG優勝戦出場となった。6日目（最終日）第12R優勝戦は1号艇1コースから.07のスタートを決めると、1周1マークで鋭く差し込んだ上條暢嵩・中島孝平らを振り切り逃げて勝利[17]し、SG初優勝、競艇界70年の歴史において史上初の女性SG覇者となった（節間成績→131 1 32 ❶ ①）。
- 2022年12月13日からボートレース大村で開催された第37回賞金王決定戦に出場。女子競艇選手の賞金王決定戦出場は史上初。
- 2022年もトータルで8266万8200円を獲得し、2年連続の賞金女王となった[18]。
- 2023年8月6日、ボートレース津において開催された第37回女子王座決定戦を、2コースから直まくりでインの平山智加を沈め、2年ぶり2回目の女子王座奪取。
- 2023年も3年連続の賞金女王となり、同じく3年連続となる優秀女子選手して表彰された。3年連続は史上初。
- 2024年もトータルで8057万1000円を獲得し、4年連続の賞金女王となった[19]。

## 人物・エピソード
- 高校卒業後はパン類好きなのを生かしてベーカリーショップでアルバイトをしていたが、一般的な販売担当ではなく当時の女性としては珍しい部類であったパンの焼成を担当していた[20]。
- 滋賀支部の先輩競艇選手である吉川昭男によると、「めちゃめちゃ（酒を）飲む。そして、酔っ払うと泣く（笑）」という[21]。
- 女性競艇選手の先輩に当たる平高奈菜は、「エミのすごいところは、いつも1人でコツコツとプロペラを調整しているところ」と評する[22]。また、前出の吉川は「エミちゃんはどんなにエンジンが出てなくて成績がボロボロでも、ずっとプロペラを叩いて試運転して、いっこも諦めてなかった。その姿勢がSG制覇につながったんちゃうかなと思う」と話している[21]。
- 第57回総理大臣杯を制した翌日（3月22日）、日刊スポーツが遠藤の快挙を1面で報じている。賞金王決定戦の最終日に競艇の記事が1面になることはあるものの、それ以外の競艇ニュースが1面で報じられるのは極めて異例である。
- あいみょんの大ファンで、ライブのためにわざわざ新潟市や旭川市まで遠征するほど[23]。サンテレビ「ボートの時間!」に出演した際には「あいみょんに会わせてほしい」と要望を出して司会の永島知洋を困らせた[24]。
- 2023年のBOAT RACE振興会のCMシリーズ「アイアム ア ボートレーサー」編において、長谷川京子扮する女性初のSGレーサー「キョウコ」のモデルとなった[25]。

## 出演
- NHKニュースおはよう日本[26]（NHK総合、2022年5月24日）

## 獲得タイトル

### SG
- 2022年3月21日 第57回総理大臣杯（大村）

### GI
- 2017年12月31日 第6回賞金女王決定戦（大村）
- 2021年8月10日 第35回女子王座決定戦（浜名湖）
- 2023年8月6日 第37回女子王座決定戦（津）
- 2024年8月7日 第38回女子王座決定戦（福岡）

### GII
- 2016年11月27日 第19回レディースチャレンジカップ（大村）
- 2017年11月26日 第20回レディースチャレンジカップ（下関）
- 2019年11月24日 第22回レディースチャレンジカップ（桐生）
- 2021年11月28日 第24回レディースチャレンジカップ（多摩川）

### 優秀女子選手
- 2017年[27]
- 2021年[28]
- 2022年
- 2023年

### 賞金女王
- 2017年（5390万4500円）
- 2021年（6439万8000円）
- 2022年（8266万万4000円）

## 戦績
- 出走回数：3565回
- 1着回数：960回
- 優出回数：142回
- 優勝回数：39回
- SG優勝回数：1回
- SG優出回数：1回
- SG出走回数：290回
- G1優勝回数：3回
- G1優出回数：13回
- G1出走回数：389回
- G2優勝回数：4回
- G2優出回数：6回
- G2出走回数：242回
- フライング（F）回数：12回
- 出遅れ（L）回数：0回
- 通算勝率：6.48
- 2連対率：46.0
- 3連対率：62.8
- 生涯獲得賞金：5億2852万7773円